# Atlas-Zeder

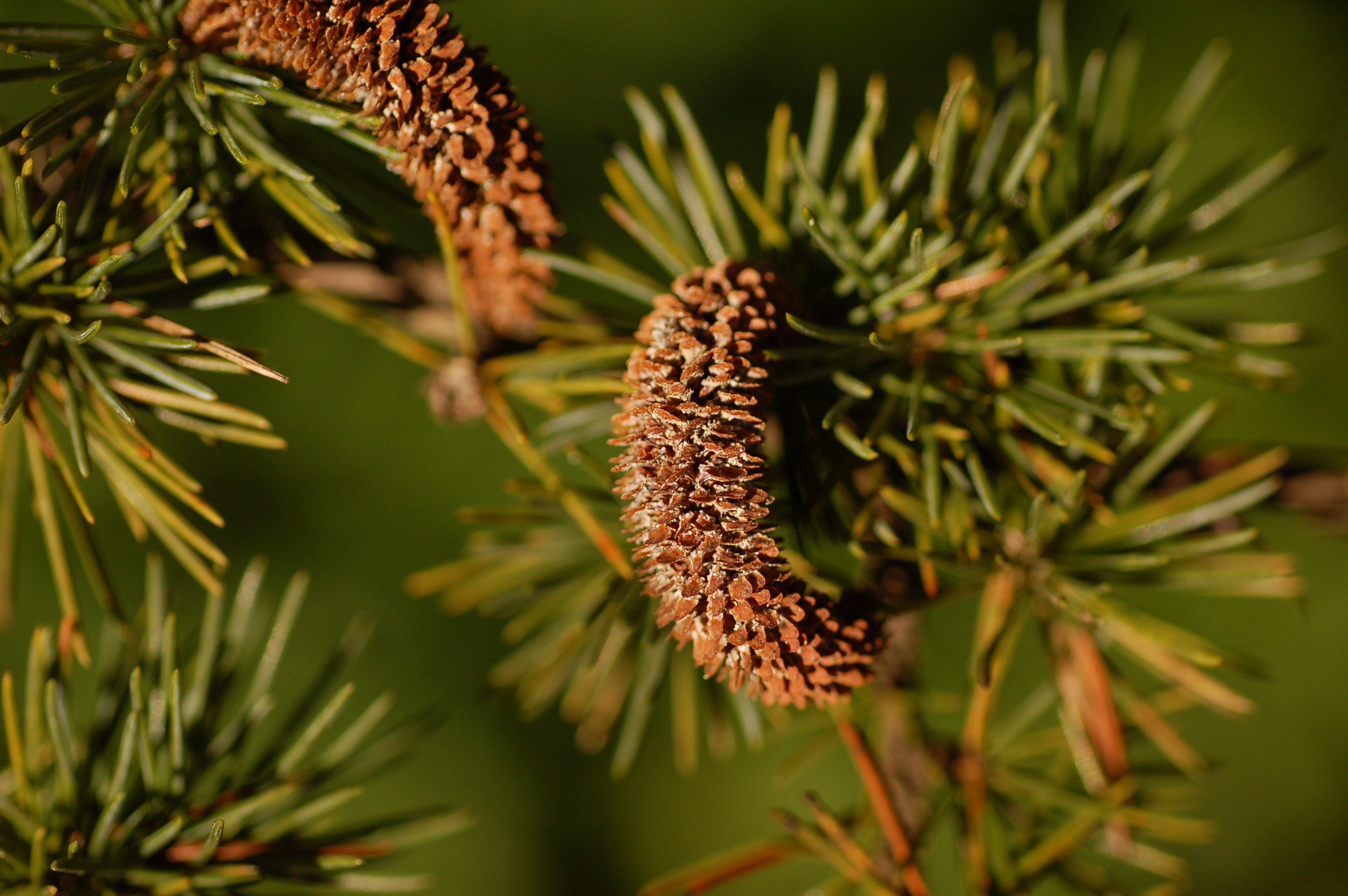
Männliche Zapfen

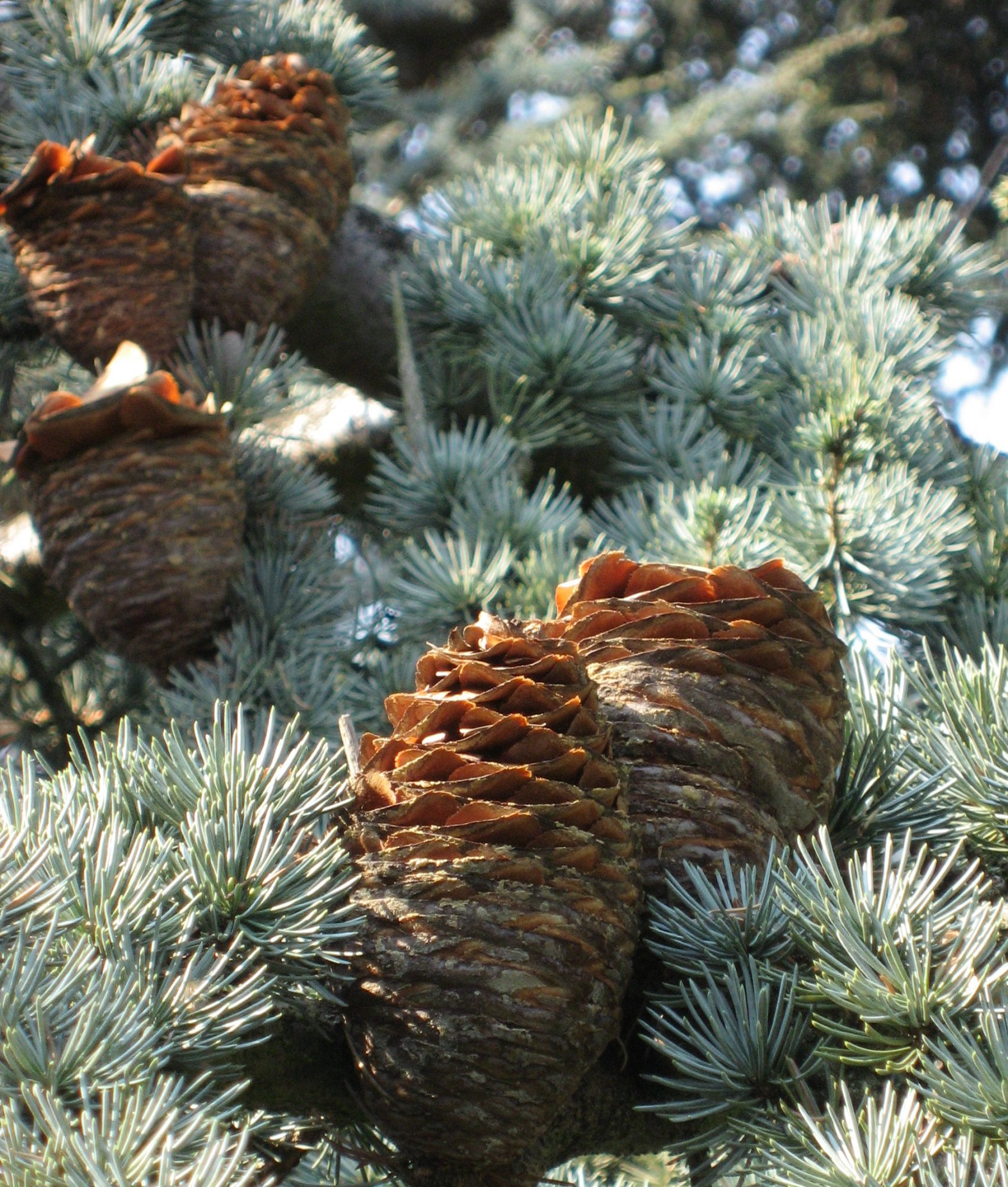
Nadeln und reife Zapfen der Blauen Atlas-Zeder
(Cedrus atlantica cv. 'Glauca')

Die Atlas-Zeder (Cedrus atlantica) ist eine Pflanzenart aus der Gattung der Zedern (Cedrus) in der Familie der Kieferngewächse (Pinaceae). Sie wurde im Jahr 2013 in die Rote Liste gefährdeter Pflanzenarten aufgenommen.

## Beschreibung

### Habitus und Rinde
Die Atlas-Zeder ist ein immergrüner Baum, der Wuchshöhen von 40 Metern  und Stammdurchmesser von 200 Zentimetern erreicht. Der Wuchs von Atlas-Zedern ist oft sehr individuell, sowohl bei der reinen Art als auch bei den Gartenformen, so dass eine Bestimmung aufgrund des Erscheinungsbildes – insbesondere bei älteren Zedern – sehr schwierig ist. Atlas-Zedern können bis 900 Jahre alt werden. In der Jugend locker-kegelförmig mit aufrechtem Gipfeltrieb. Im Alter unregelmäßige Krone, oft mehrstämmig. Äste unregelmäßig und steil aufwärts wachsend. Die Borke ist bei jungen Bäumen grau und glatt, bei älteren Atlas-Zedern-Stämmen ist sie schuppig, etwas rissig und dunkel- bis schwarzgrau. Die Rinde der nicht hängenden Zweige ist dicht behaart und gelblich.

### Nadeln
Die Nadeln der Atlas-Zeder sind 1,5 bis 2,5 cm lang, 1 bis 1,2 mm breit an Kurztrieben zu 10 bis 30 gebüschelt, an Langtrieben vereinzelt wachsend, steif und spitz, bläulich-grün, etwa gleich lang.

### Zapfen und Samen

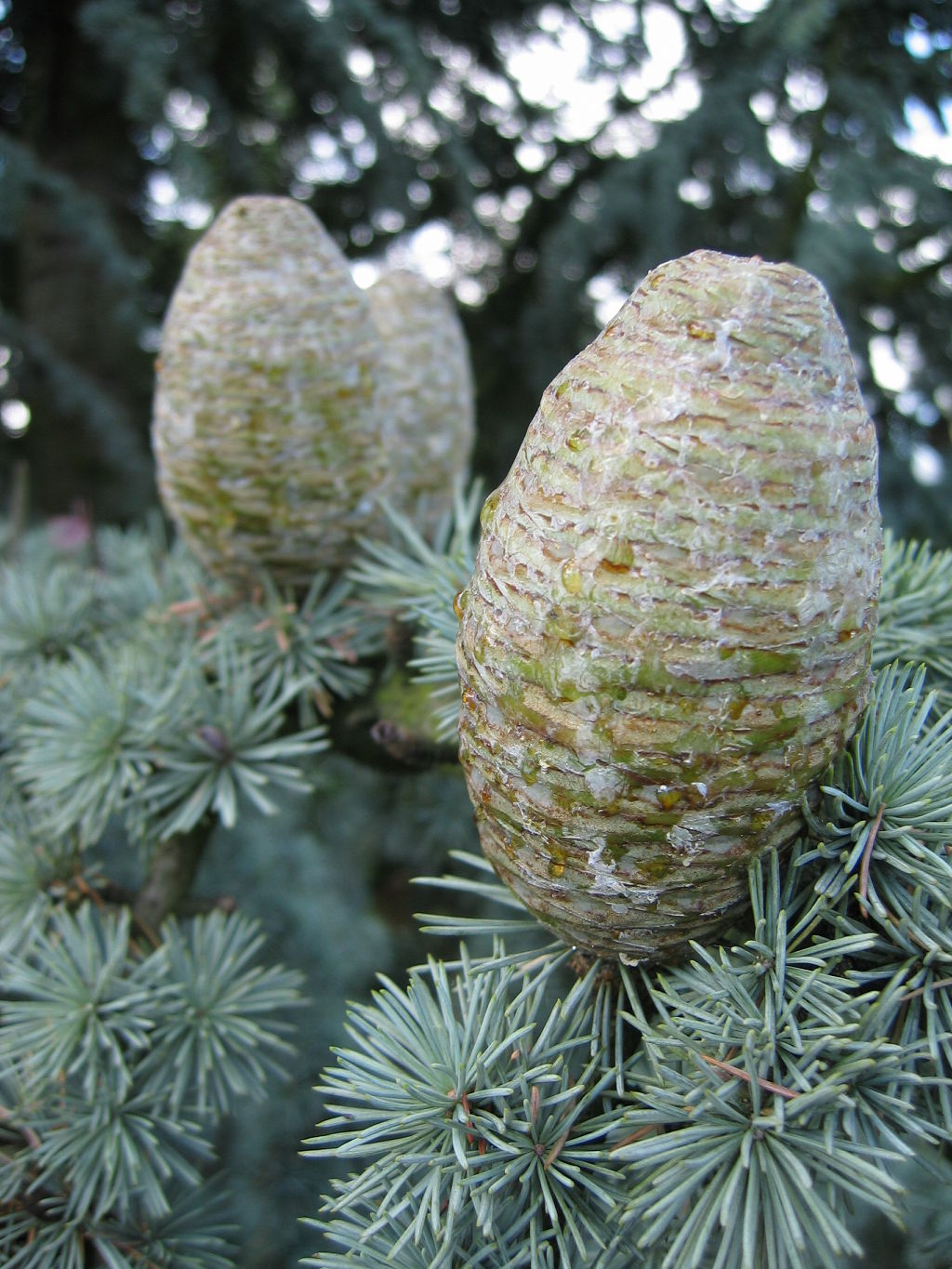
Nadeln und unreife Zapfen der Blauen Atlas-Zeder
(Cedrus atlantica cv. 'Glauca')

Die Atlas-Zeder ist einhäusig getrenntgeschlechtig (monözisch). Die Blühfähigkeit der Atlas-Zeder beginnt mit 25 bis 30 Jahren.
Die Zapfen wachsen aufrecht an Kurztrieben. Männliche Zapfen sind blassgelb, zylindrisch, 3 bis 5 cm lang. Weibliche Zapfen sind unscheinbar, grün bis rötlich, 1 cm lang, eiförmig. Die Samenschuppen sind etwa 3,5 cm breit.
Bei Reife weisen die Zapfen eine Länge von 5 bis 7,5 cm und einen Durchmesser von bis zu 4 cm auf; sie sind tonnenförmig, mit flacher oder eingedellter Spitze. Im ersten Jahr sind sie hellgrün, im zweiten hellbraun, aufrechtstehend. Nach der Reife (Reifezeit 2 bis 3 Jahre) zerfällt der Zapfen am Baum, wobei die verholzte Spindel stehen bleibt.
Die Samen sind 1 bis 1,2 cm lang, mit 1,2 bis 1,5 cm langem Flügel; sie keimen leicht.

## Taxonomie
Die Atlas-Zeder (Cedrus atlantica (Endl.) G.Manetti ex Carrière) hat folgende Synonyme: Pinus atlantica Endl., Abies atlantica (Endl.) Lindl. & Gordon, Pinus cedrus var. atlantica (Endl.) Parl., Cedrus libani subsp. atlantica (Endl.) Batt. & Trab., Cedrus africana Gordon ex Knight, Cedrus libanotica subsp. atlantica (Endl.) Jahand. & Maire.

## Vorkommen

Verbreitung der Atlas-Zeder
Natürliche Verbreitung× Isolierte Populationen

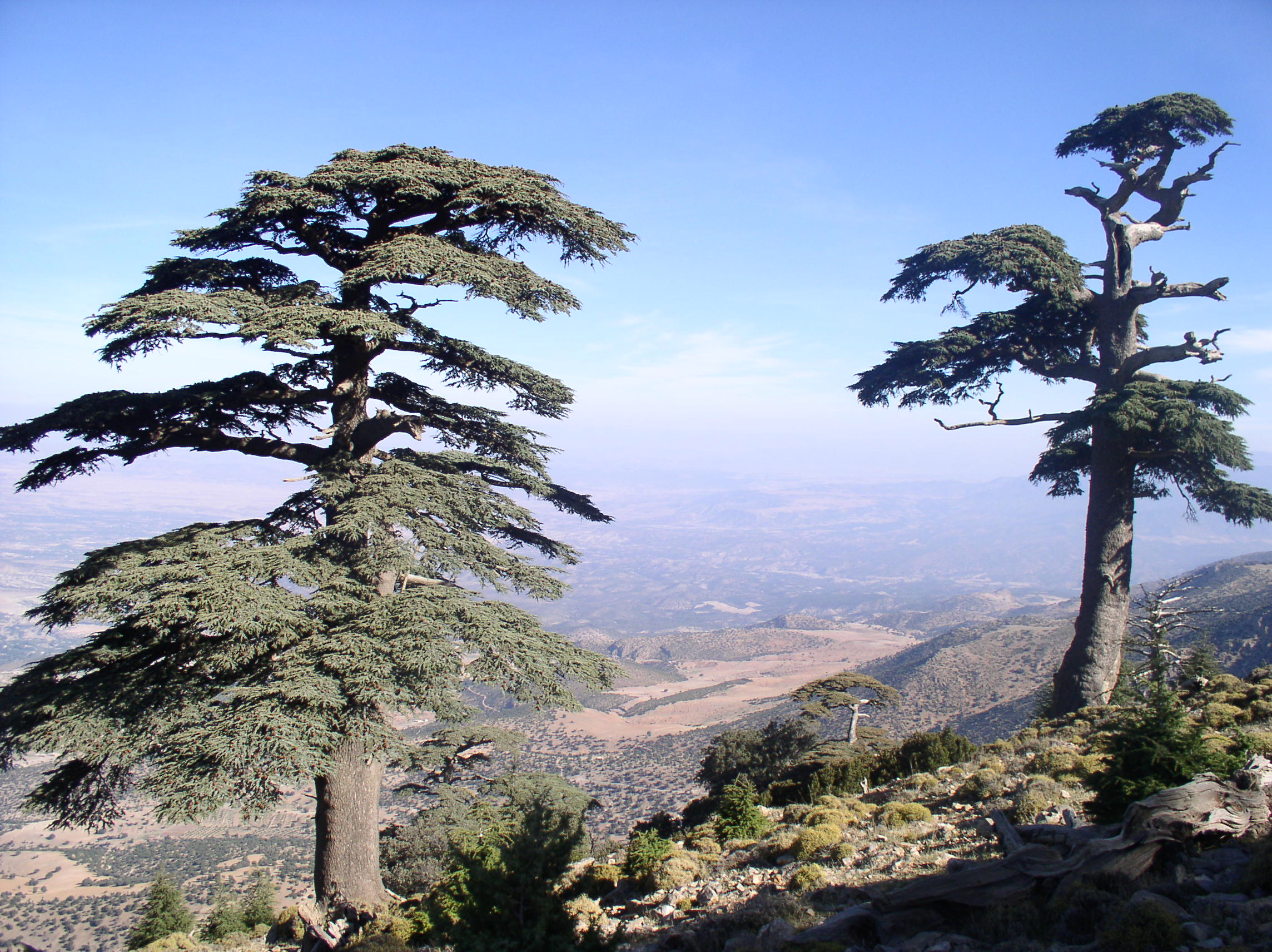
Atlas-Zedern in Marokko

Die Heimat der Atlas-Zeder ist das nordafrikanische Atlas- und Rif-Gebirge, wobei kein Vorkommen im ariden Antiatlas-Gebirge bekannt ist. In Höhenlagen zwischen 1000 und 1800 Meter bildet sie Reinbestände oder ist vergesellschaftet mit der Numidischen Tanne oder verschiedenen Kiefernarten. Sie wird seit Mitte des 19. Jahrhunderts vorwiegend im milden Klima Südeuropas als Zierbaum angepflanzt, seit dem späten 20. Jahrhundert werden Atlas-Zedern auch für die forstliche Nutzung vor allem im französischen Luberon und auf Korsika eingesetzt. Die Atlas-Zeder gedeiht aber auch in den geschützten Lagen Mitteleuropas (Bodensee, Rheinland, Rügen). Die Atlas-Zeder wird als Blauform (Cedrus atlantica 'Glauca'), die als etwas winterhärter gilt, auch in klimatisch weniger begünstigten Lagen gepflanzt.

### Künftige Bedeutung im deutschsprachigen Raum
Nachdem die Atlaszeder bis Anfang des 21. Jahrhunderts im deutschsprachigen Raum allenfalls als Zierbaum in Parks und Gärten Verwendung fand, wird ihr im Zuge des Klimawandels großes Potential als Alternativbaumart prognostiziert. Ihre Trockenheits- und Hitzetoleranz, der recht geringe Anspruch an den Boden sowie die erwartete geringe Invasivität erwecken vor allem im süddeutschen Raum große Hoffnungen für den Einsatz als Gastbaumart in einem klimatoleranten Forst. Ihr gerader Wuchs und die physikalischen Eigenschaften könnten die Möglichkeit zur künftigen Produktion von Konstruktionsholz aus der Atlaszeder bieten. Um dieses erwartete Potential zu verifizieren, finden vor allem in Bayern und Baden-Württemberg seit einigen Jahren Praxisanbauversuche und Probepflanzungen der Atlas- sowie der verwandten Libanonzeder statt.

## Gefährdung der Atlas-Zedern durch den Klimawandel
In den letzten Jahren wird an Atlas-Zedern im städtischen Raum ein neuartiges Krankheitsbild beobachtet. Harzfluss, Nadelfall und vermehrte Totholzbildung in der Krone sind die Symptome. Oft kann auch eine Notblüte und damit verbunden sehr reichliche Zapfenbildung das erste Anzeichen sein. Im schlechtesten Fall kommt es zu einem Absterben des Baumes innerhalb weniger Monate.
Dieses Krankheitsbild wurde bislang vor allem für Atlas-Zedern im Südwesten Deutschlands, in Frankreich, der Schweiz und in Marokko dokumentiert.
Die genaue Ursache des Krankheitsbildes wurde seit 2021 an der Professur für Forstbotanik der Universität Freiburg intensiv beforscht. Klimatische Faktoren spielen demnach die Hauptrolle. Geschwächte Bäume sind in Folge anfälliger für weitere Pathogene, wie etwa auch verschiedene Borkenkäferarten.
Die Schädigungen durch Trockenstress unter den zuletzt mehrjährigen Dürrephasen ergeben sich aus den spezifischen Wuchseigenschaften der Atlas-Zedern. Sie unterscheiden sich von Kiefern dadurch, dass sie kein Wasser sparen. Ihre Fähigkeit zur Regulierung ihrer Transpiration durch die Stomata ist eher durchschnittlich. Daher betreiben Atlas-Zedern auch bei großer Trockenheit Photosynthese und wachsen weiter. In Beständen, in denen die Atlas-Zeder gut an die Standortbedingungen angepasst ist, fallen durchschnittlich zwischen 800 und 1500 mm Niederschlag pro Jahr. In Ausnahmefällen kann die Atlas-Zeder dank ihrer tief reichenden Wurzeln auch mit weniger Niederschlag klarkommen, wenn ein edaphischer Ausgleich gegeben ist. Ihre Widerstandsfähigkeit ist also von der Verfügbarkeit von Grundwasser abhängig.

## Nutzung
Holz

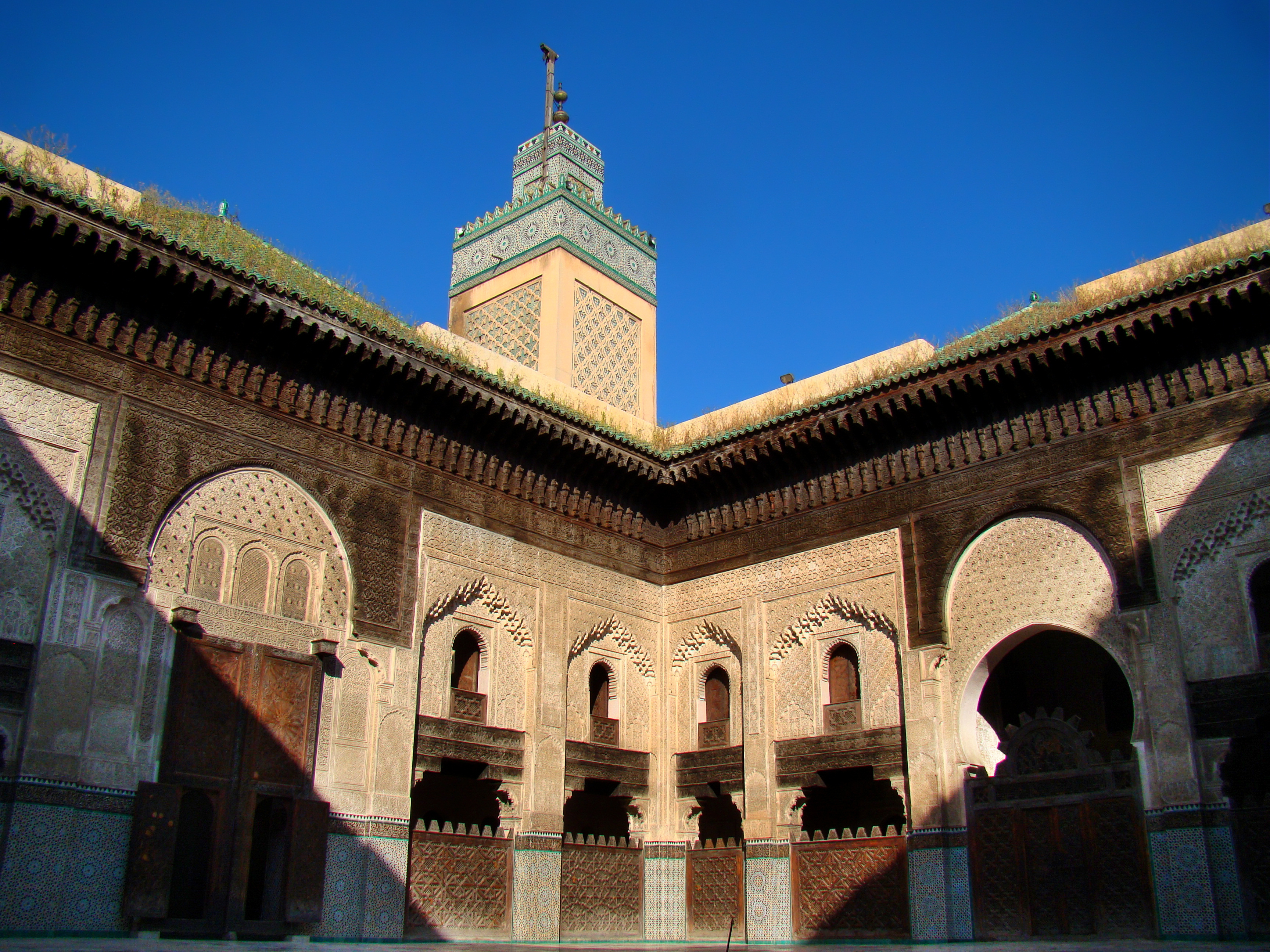
Madrasa Bū ʿInānīya von Fès, mit Holz der Atlas-Zeder gestaltet

Wahrscheinlich wurde das Holz der Atlas-Zedern bereits in der phönizisch-römischen Antike genutzt. Im Mittelalter fertigte man aus dem Stammholz Balken für die Decken und Türen von Sakral- und Repräsentationsbauten (Moscheen, Medresen, Mausoleen und Paläste); die hölzernen Dekorpaneele der merinidischen Medresen sind ebenfalls aus dem Holz der Atlas-Zeder geschnitzt. Einige der ca. 800 Jahre alten Hölzer sind noch original erhalten, andere wurden ausgetauscht.
Öl
Zedernholz bzw. Zedernöl verströmt einen angenehm herben Duft, der dem von Sandelholz nicht unähnlich ist. Zedernöl war wohl schon im Altertum beliebt und wird heute von Parfumherstellern in aller Welt sehr geschätzt.